# Zanabazar Kunstmuseum

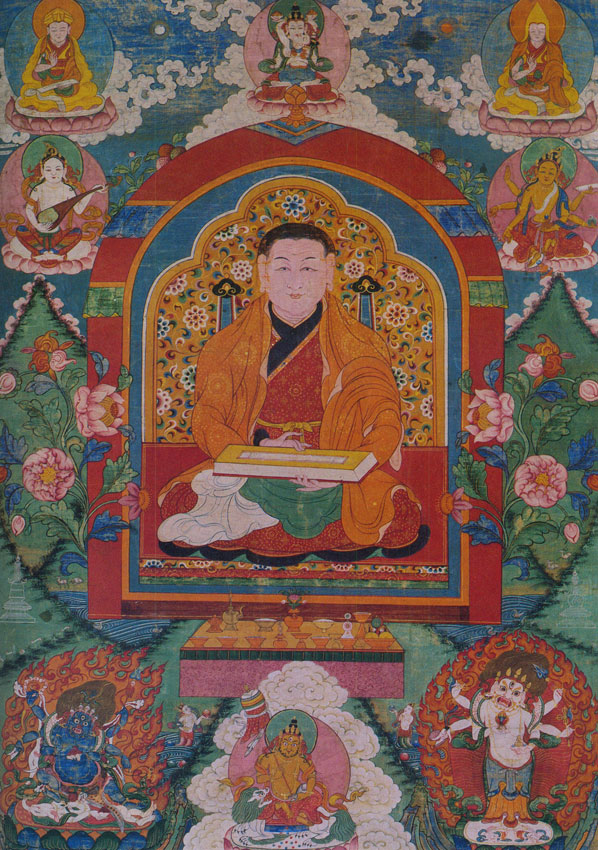
Selbstbildnis des Zanabazar

Das Zanabazar Kunstmuseum (mongolisch Занабазарын нэрэмжит Дүрслэх урлагийн музей), im englischen Sprachgebrauch als Fine Arts Zanabazar Museum bezeichnet, ist ein Museum in Ulaanbaatar in der Mongolei. Der Name des Museums ehrt Öndör Gegeen Dsanabadsar, in anderen Sprachen als Zanabazar bekannt, der als eine der großen Persönlichkeiten im mongolischen Buddhismus anerkannt ist. Er wirkte auch als herausragender Gelehrter und Bildhauer und einige seiner Werke sind im Zanabazar Kunstmuseum zu besichtigen. Die Ehrung erfolgte zum 360. Jahrestag seiner Geburt.

## Geschichte
Das Gebäude, das das heutige Zanabazar Kunstmuseum beherbergt, blickt auf eine sehr wechselvolle Geschichte zurück. Es wurde 1905 als Handelszentrum  erbaut und einige Jahre später in eine Bank umgewandelt. Im Jahre 1921 wurde das Gebäude vom russischen Militär besetzt. Nach deren Abzug wurde es von 1930 an als Kaufhaus genutzt. Ab 1961 stand das Gebäude für eine Dauerausstellung der Union der mongolischen Künstler zur Verfügung. 1966 schließlich wurde es als Kunstmuseum für das Publikum eröffnet.

## Ausstellungsschwerpunkte
Das Museum enthält fast 16.600 Objekte. Es zeigt unter anderem die künstlerischen Werke der mongolischen Meister des 18. bis 20. Jahrhunderts. Regelmäßig werden außerdem die Werke zeitgenössischer Künstler ausgestellt. Dazu kooperiert das Zanabazar Museum erfolgreich mit der UNESCO, auch zur Erhaltung exklusiver Exponate, der Organisation von Sonderausstellungen und zur Aus- und Weiterbildung der Mitarbeiter des Museums. Die einzelnen Ausstellungsbereiche sind in mehrere Sektionen gegliedert. Die ältesten Exponate reichen bis in die Steinzeit zurück und zeigen Kopien antiker Höhlenzeichnungen. Eine weitere Abteilung stellt Thangkas, bunte Rollbilder des tantrischen Buddhismus aus, die überwiegend auf Leinen oder Seide gemalt sind. Zu sehen sind außerdem Bereiche mit Masken und Kostümen, Skulpturen, mongolische Gemälde und Zeichnungen sowie Blockdrucke. Lokale Ausstellungsstücke zeigen antike, einfache Werkzeuge, die aus Hörnern, Knochen, Wolle, Häuten, Steinen oder Holz hergestellt wurden. In einem weiten Raum finden sich Exponate, die aus einer kürzlich durchgeführten Ausgrabung stammen, wo sie in einer Grabstelle aus dem 7. Jahrhundert während der türkischen Periode gefunden wurden.
Eine Sonderausstellung ist Zanabazar, dem Namensgeber des Museums gewidmet, der eine außerordentlich vielseitige Persönlichkeit war und neben seinen politischen und religiösen Führungsaufgaben auch als bedeutender Bildhauer, Maler und Architekt in Erscheinung trat.

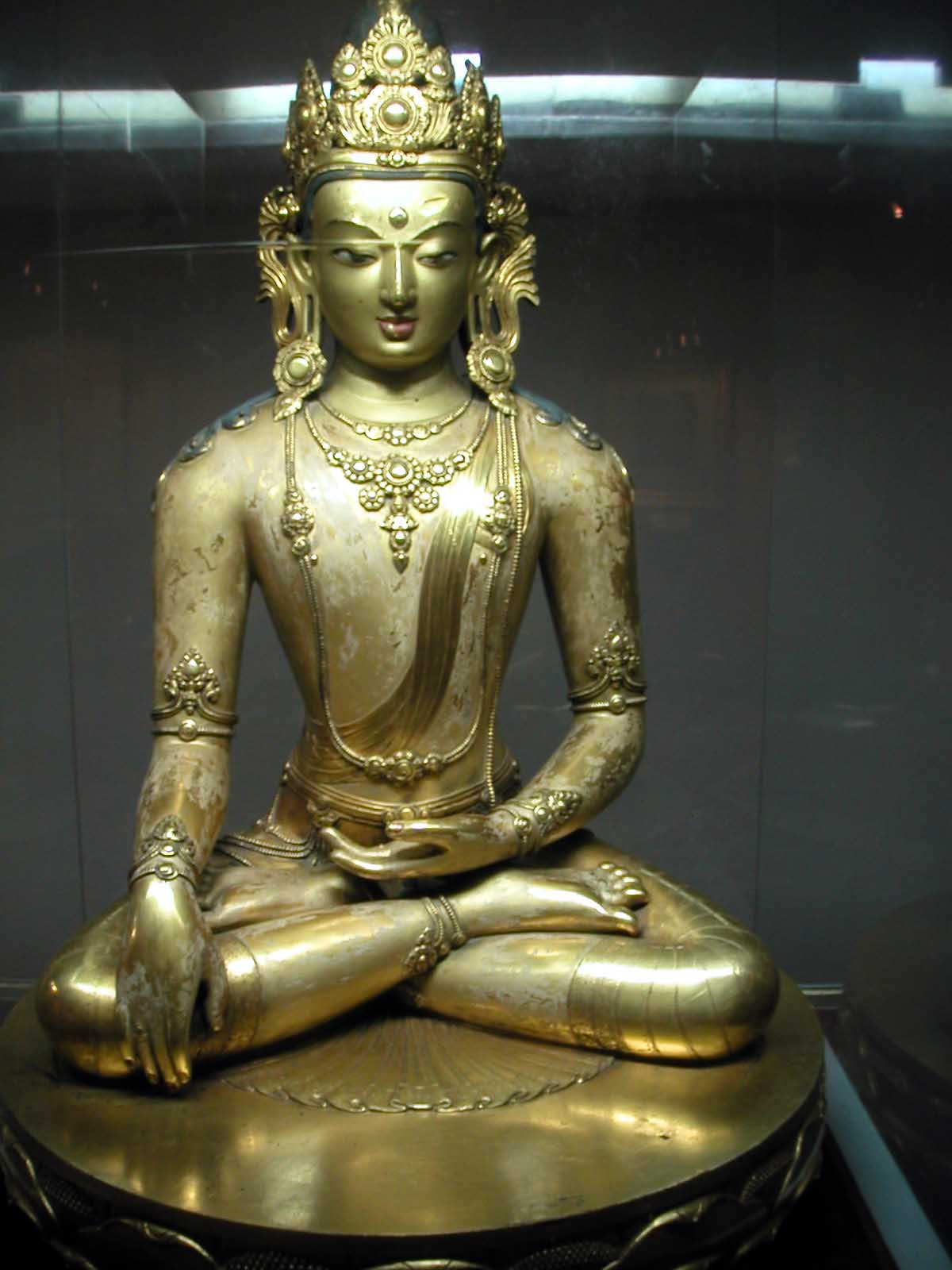
Akshobhya, ein Adibuddha gefertigt von Zanabazar
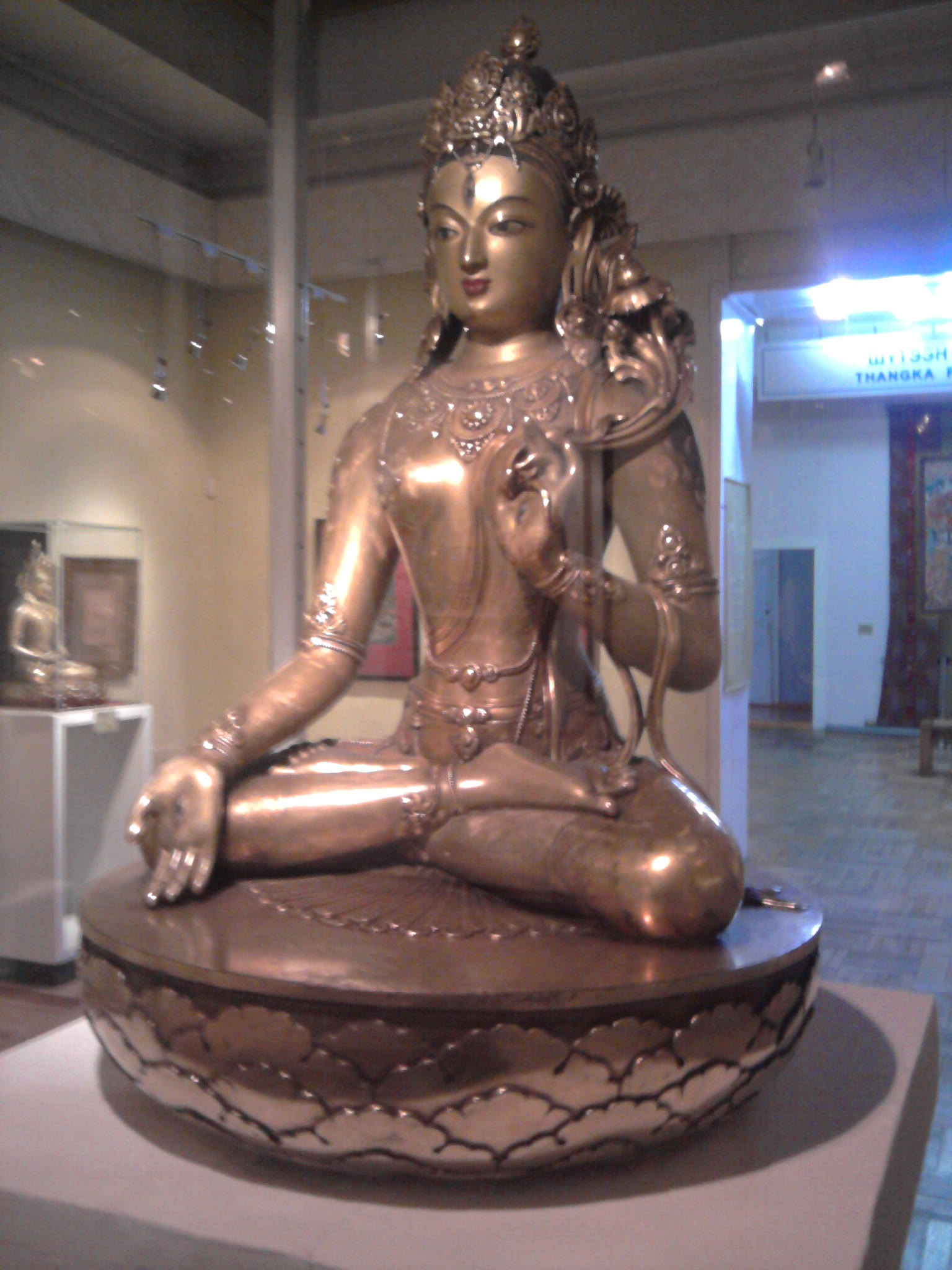
Weiße Tara gefertigt von Zanabazar
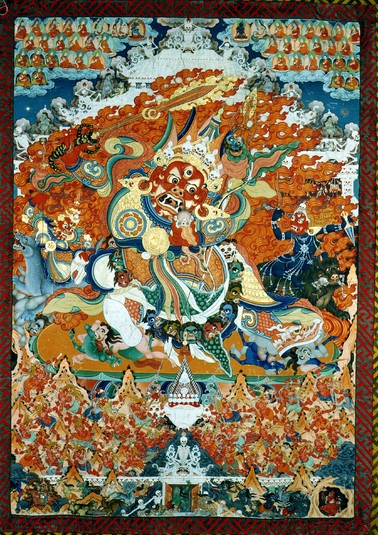
Thangka mit einer Darstellung von Begtse
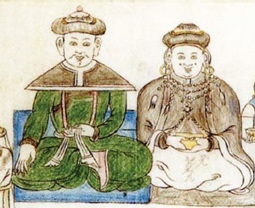
Gemälde des Abtai Sain Khan und seiner Hauptfrau aus dem 16. Jahrhundert